# マムラス
マムラス（アルバニア語: Mamurras）はアルバニアのレジャ州の都市である。2015年にクルビン基礎自治体の都市になった。2023年に都市の人口は11,442人だった。